# Ljusdals landsfiskalsdistrikt
Ljusdals landsfiskalsdistrikt var 1918–1964 ett landsfiskalsdistrikt i Gävleborgs län, bildat när Sveriges indelning i landsfiskalsdistrikt trädde i kraft den 1 januari 1918, enligt beslut den 7 september 1917. Den 1 januari 1965 avskaffades i Sverige samtliga landsfiskaler och landsfiskalsdistrikt, och deras arbetsuppgifter delades upp på de nyskapade indelningarna polisdistrikt, åklagardistrikt och kronofogdedistrikt.
Landsfiskalsdistriktet låg under länsstyrelsen i Gävleborgs län.

## Ingående områden
Distriktet bestod ursprungligen av kommunerna Ljusdals köping, Ljusdals landskommun samt Ramsjö landskommun. Den 1 oktober 1941 fick köpingen en egen distriktsåklagare; dock upphörde detta redan den 1 juli 1943 (enligt beslut den 21 maj 1943), då Ljusdals köping åter skulle tillhöra landsfiskalsdistriktet i samtliga hänseenden, och inte längre skulle själv ansvara för åklagarväsendet. Den 1 januari 1963 införlivades Ljusdals landskommun i Ljusdals köping, utan att det medförde någon ändring för landsfiskalsdistriktets omfattning. 

### Från 1918
- Ljusdals köping
- Ljusdals landskommun
- Ramsjö landskommun

### Från 1 oktober 1941
- Ljusdals köping (i polis- och utsökningshänseende; köpingen skötte åklagarväsendet själv med en distriktsåklagare)[4]
- Ljusdals landskommun
- Ramsjö landskommun

### Från 1 juli 1943
- Ljusdals köping
- Ljusdals landskommun
- Ramsjö landskommun

### Från 1 januari 1963
- Ljusdals köping
- Ramsjö landskommun